# 清河郡
清河郡（せいが-ぐん）は、中国にかつて存在した郡。漢代から唐代にかけて、現在の河北省南部と山東省北西部にまたがる地域に設置された。

## 概要
漢の高祖のときに清河郡が立てられた。紀元前147年（景帝中3年）、劉乗が清河王に立てられると、清河郡は清河国と改められた。紀元前136年（建元5年）、清河王劉乗が死去すると、清河国は廃止されて清河郡と改められた。紀元前114年（元鼎3年）、再び清河国が置かれた。紀元前113年（元鼎4年）、代王劉義が清河に移された。紀元前66年（地節4年）、清河王が罪を受けて房陵に流されると、清河国は廃止されて清河郡と改められた。紀元前47年（初元2年）、劉竟が清河王に立てられると、清河郡は清河国と改められた。紀元前44年（初元5年）、清河王劉竟が中山王に移封されると、清河国は清河郡に改められた。前漢の清河郡は冀州に属し、清陽・東武城・繹幕・霊・厝・鄃・貝丘・信成・𢘿題・東陽・信郷・繚・棗強・復陽の14県を管轄した。王莽のとき、平河郡と改称された。
後漢が建てられると、清河郡の称にもどされた。82年（建初7年）、劉慶が清河王に立てられると、清河郡は清河国と改められた。148年（建和2年）、清河国は甘陵国と改称された。甘陵国は甘陵・貝丘・東武城・鄃・霊・繹幕・広川の7県を管轄した。206年（建安11年）、甘陵国は甘陵郡と改められた。
223年（黄初4年）、三国の魏により甘陵郡は清河郡と改称された。
277年（咸寧3年）、司馬遐が清河王に立てられると、西晋により清河郡は清河国と改められた。清河国は清河・東武城・繹幕・貝丘・霊・鄃の6県を管轄した。
北魏のとき、清河郡は清河・貝丘・侯城・武城の4県を管轄した。
北周のとき、清河郡は貝州に属した。
583年（開皇3年）、隋が郡制を廃すると、清河郡は廃止されて、貝州に編入された。607年（大業3年）に州が廃止されて郡が置かれると、貝州が清河郡と改称された。清河郡は清河・清陽・宗城・清淵・経城・高唐・博平・茌平・鄃・武城・漳南・歴亭・臨清・清平の14県を管轄した。
621年（武徳4年）、唐が竇建徳を平定すると、清河郡は貝州と改められ、清河・清陽・武城・宗城・夏津・漳南・歴亭・経城・臨清の9県を管轄した。742年（天宝元年）、貝州は清河郡と改称された。758年（乾元元年）、清河郡は貝州と改称され、清河郡の呼称は姿を消した。